# Розширення Європейського Союзу (2007)
Розширення Європейського Союзу у 2007 році приєднало Болгарію та Румунію до Європейського Союзу 1 січня 2007 року. Це розширення розглядається Європейською комісією як частина тієї ж хвилі (п'ятої), що і розширення 2004 року.

## Передумови розширення ЄС
Після Другої Світової Війни Європа була розділена на дві зони впливу — американську і радянську. До кінця 1980-х років, СРСР під впливом внутрішніх факторів почав втрачати позиції в Центральній та Східній Європі, і результатом цього стали послідовні падіння комуністичних режимів у 1989, а згодом і розпад СРСР у 1991. У 1994 Румунія і Болгарія підписали договір про асоціацію з Європейським Союзом і мали підготуватися до вступу в ЄС. У 1995 році були подані заявки цих двох країн на членство в Євросоюз, і це мало відбутися у 2004 році разом з країнами Вишеградської групи (Польща, Угорщина, Чехія і Словаччина), Литвою, Латвією, Естонією, Словенією, Мальтою та Кіпром, але прийняти ці дві країни було вирішено в 2007 році, так як на думку Європейської Комісії в економіках цих країн було занадто багато соціалістичних пережитків.
Європейська рада в Брюсселі 17 грудня 2004 року підтвердила завершення переговорів про вступ Болгарії та Румунії. 26 вересня 2006 року Європейська комісія ще раз підтвердила цю дату, оголосивши також, що Болгарія та Румунія не зустрінуть прямих обмежень, але прогрес у певних сферах – реформа судової системи, ліквідація корупції та боротьба з організованою злочинністю – суворо контролюється.

### Кирилиця

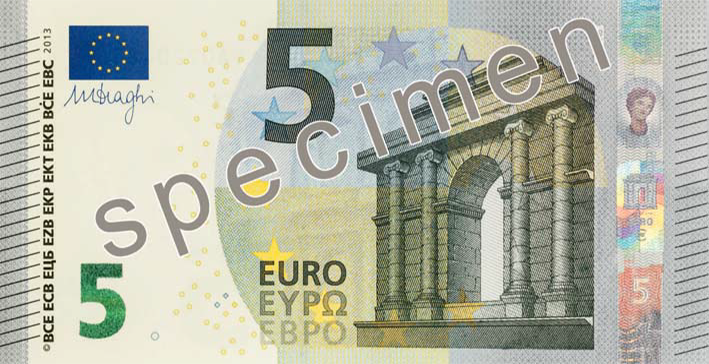
Банкнота номіналом 5 євро з нової серії Europa, написана латинським (EURO) та грецьким (ΕΥΡΩ) алфавітами, а також кирилицею (ЕВРО) у результаті приєднання Болгарії до Європейського Союзу в 2007 році.

Після приєднання, кирилиця стала третім офіційним алфавітом в ЄС, після латинського і грецького алфавітів. Кирилиця також показана на банкноті євро і національній (аверс) стороні болгарської монети євро. ЄЦБ і Європейська комісія наполягала, що Болгарія повинна змінити офіційну назву валюти ЕВРО (як прийнято в болгарській мові) на EУPO, стверджуючи, що валюта повинна мати стандартне написання і вимову в Європейському Союзі.
Це питання було остаточно вирішено на користь Болгарії в 2007 на Саміті ЄС у Лісабоні, що дозволило використовувати кирилицю на всіх офіційних документах ЄС.
Після вступу Болгарії до ЄС, нова серія банкнот євро вийшла з написом «EBPO», а також скорочення «ЄЦБ» (від болг. Европейска централна банка).

## Договір
Дата приєднання, 1 січня 2007 року, була визначена на саміті в Салоніках у 2003 році та підтверджена в Брюсселі 18 червня 2004 року. Болгарія, Румунія та ЄС-25 підписали Договір про приєднання 25 квітня 2005 року в люксембурзькому абатстві Ноймюнстер.
У моніторинговому звіті Європейської Комісії від 26 вересня 2006 року було підтверджено, що дата вступу – 1 січня 2007 року. Останній документ про ратифікацію Договору про приєднання було передано на зберігання італійському уряду 20 грудня 2006 року, таким чином гарантуючи, що він набув чинності 1 січня 2007 року.

## Обмеження в роботі
Деякі країни-члени ЄС вимагали від болгар і румунів отримання дозволу на роботу, тоді як члени всіх інших старих держав-членів не вимагали. У Договорі про приєднання 2005 року було положення про перехідний період, щоб кожна стара країна-член ЄС могла ввести такі перехідні періоди 2+3+2. Планувалося, що обмеження будуть діяти до 1 січня 2014 року – через 7 років після їх приєднання.
| Члени                 | Болгарія     | Румунія                                                                         |
| --------------------- | ------------ | ------------------------------------------------------------------------------- |
| Фінляндія             | 1 січня 2007 | 1 січня 2007                                                                    |
| Швеція                | 1 січня 2007 | 1 січня 2007                                                                    |
| Кіпр                  | 1 січня 2007 | 1 січня 2007                                                                    |
| Естонія               | 1 січня 2007 | 1 січня 2007                                                                    |
| Латвія                | 1 січня 2007 | 1 січня 2007                                                                    |
| Литва                 | 1 січня 2007 | 1 січня 2007                                                                    |
| Польща                | 1 січня 2007 | 1 січня 2007                                                                    |
| Чехія                 | 1 січня 2007 | 1 січня 2007                                                                    |
| Словаччина            | 1 січня 2007 | 1 січня 2007                                                                    |
| Словенія              | 1 січня 2007 | 1 січня 2007                                                                    |
| Португалія            | 1 січня 2009 | 1 січня 2009                                                                    |
| Іспанія               | 1 січня 2009 | 1 січня 2009 (повторно введено 1 січня 2011 року та вилучено 1 січня 2014 року) |
| Греція                | 1 січня 2009 | 1 січня 2009                                                                    |
| Данія                 | 1 січня 2009 | 1 січня 2009                                                                    |
| Угорщина              | 1 січня 2009 | 1 січня 2009                                                                    |
| Італія                | 1 січня 2012 | 1 січня 2012                                                                    |
| Ірландія              | 1 січня 2012 | 1 січня 2012                                                                    |
| Франція               | 1 січня 2014 | 1 січня 2014                                                                    |
| Німеччина             | 1 січня 2014 | 1 січня 2014                                                                    |
| Австрія               | 1 січня 2014 | 1 січня 2014                                                                    |
| Бельгія               | 1 січня 2014 | 1 січня 2014                                                                    |
| Нідерланди            | 1 січня 2014 | 1 січня 2014                                                                    |
| Люксембург            | 1 січня 2014 | 1 січня 2014                                                                    |
| Сполучене Королівство | 1 січня 2014 | 1 січня 2014                                                                    |
| Мальта                | 1 січня 2014 | 1 січня 2014                                                                    |

## Решта зони включення
Болгарія та Румунія стали членами 1 січня 2007 року, але деякі сфери співпраці в Європейському Союзі стосуються Болгарії та Румунії пізніше. Це:
- Шенгенська зона
- Єврозона (див. Розширення єврозони)

## Моніторинг
Хоча обидві країни були прийняті, стурбованість корупцією та організованою злочинністю все ще залишалася високою. У результаті, хоча вони приєдналися, вони підлягали моніторингу з боку Європейської комісії через Механізм співпраці та перевірки (CVM). Спочатку його було створено протягом трьох років після вступу, але воно продовжувалося нескінченно, і, хоча він підкреслював корупцію та чинив певний тиск для продовження реформ, йому не вдалося змусити дві країни завершити реформи, і корупція зберігається. Однак у 2019 році Європейська комісія заявила, що прийме Болгарію до Шенгенської зони за її зусилля проти корупції.

## Комісари
Договір про приєднання надав Болгарії та Румунії місце, як і будь-яку іншу державу, у Комісії. Болгарія з 1 січня 2007 року по 31 жовтня 2009 року висунула кандидатуру Меглену Куневу від NDSV, яка була призначена уповноваженим із захисту прав споживачів у Комісії Баррозу. Її висунув у 2006 році тодішній прем'єр-міністр Болгарії Сергій Станішев. Румунія висунула кандидатуру Леонарда Орбана, незалежного, який був призначений комісаром з питань багатомовності в Комісії Баррозу, з 1 січня 2007 року по 31 жовтня 2009 року. Його висунув у 2006 році попередній прем'єр-міністр Румунії Келін Попеску-Терічану. Обидва були затверджені парламентом, щоб вони стали комісарами після вступу.

## Депутати Європарламенту
Після вступу 18 євродепутатів Болгарії та 35 спостерігачів від Румунії стали повноправними представниками з правом голосу, доки кожна держава не провела вибори на ці посади, які мали відбутися до кінця року. Вибори в Болгарії відбулися 20 травня 2007 року, а в Румунії – 25 листопада 2007 року.